# Synagogenbezirk Groß Neuendorf
Der Synagogenbezirk Groß Neuendorf mit Sitz in Groß Neuendorf, einem Ortsteil der Gemeinde Letschin im Landkreis Märkisch-Oderland in Brandenburg, war ein Synagogenbezirk, der nach dem Preußischen Judengesetz von 1847 geschaffen wurde. 
Im Jahr 1897 wurde der Synagogenbezirk Groß Neuendorf mit dem Synagogenbezirk Seelow zusammengelegt. Der neue Synagogenbezirk reichte nun von Gorgast bis Marxdorf und von Gieshof bis Niederjesar.